# Antonín Bednář (radiotelegrafista)
Antonín Bednář (20. listopadu 1913 Rychtářov – 1. ledna 1945 Hoy) byl český palubní radiotelegrafista a střelec 311. československé bombardovací perutě.

## Život

### Před druhou světovou válkou
Antonín Bednář se narodil 20. listopadu 1913 v Rychtářově u Vyškova. Pracoval jako dělník při výrobě parket. Během prezenční vojenské služby absolvoval mezi lety 1935 a 1936 poddůstojnickou školu v Bzenci a stal se délesloužícím poddůstojníkem.

### Druhá světová válka
Po německé okupaci a zrušení Československé armády byl Antonín Bednář převeden do nově vzniklého Vládního vojska. Dne 26. července 1939 ilegálně opustil Protektorát Čechy a Morava a odešel do Polska, kde se přihlásil do zde vznikající československé zahraniční jednotky. Po pádu Polska v padl 18. září 1939 do sovětské internace. Po propuštění 26. června 1940 se přesunul do Palestiny, kde 6. září téhož roku opět vstoupil do řad Československé armády v zahraničí. Stal se příslušníkem výcvikového střediska Československého pěšího praporu 11 – Východního. Dne 21. října 1942 byl na vlastní žádost přeložen k letectvu. Po přesunu do Spojeného království byl 2. ledna 1944 přijat do Royal Air Force a zařazen do výcviku na palubní radiotelegrafisty a střelce. Ten prodělal mj. na Bahamách. Po jeho ukončení byl 10. května 1944 přičleněn k 311. československé bombardovací peruti. Jako její příslušník se účastnil protiponorkových hlídkových letů nad oceánem. Dne 13. července 1944 se díky onemocnění nemohl zúčastnit letu pod velením Ludvíka Koška a byl nahrazen Václavem Čapkem. Letoun se zřítil v jižní Anglii a celá posádka zahynula. Dne 1. ledna 1945 ve večerních hodinách odstartoval ve stroji Consolidated B-24 Liberator GR Mk.V FL949 PP-Y pod velením Oldřicha Bureše z letiště ve skotském Tainu k dalšímu hlídkovému letu nad Severní moře. 38 minut po startu letoun během pokusu o nouzové přistání narazil do skály ostrova Hoy na Orknejích. Všichni členové posádky zahynuli. Antonín Bednář je pohřben na hřbitově St Duthus New Burial Ground v Tainu. Dosáhl hodnosti štábního rotmistra.

## Ocenění

### Vyznamenání
- Pamětní medaile československé armády v zahraničí
- Československá medaile Za chrabrost před nepřítelem
- Československý válečný kříž 1939

### Posmrtná ocenění
- Antonín Bednář byl v roce 1947 in memoriam povýšen do hodnosti poručíka a v roce 1991 do hodnosti podplukovníka